# Carlo af Bourbon-Begge Sicilier
Prins Carlo af Bourbon-Begge Sicilier, hertug af Castro (født 24. februar 1963) er en af de to personer som gør krav på at være overhoved for det tidligere fyrstehus Bourbon-Begge Sicilier, der regerede over Kongeriget Begge Sicilier fra 1816 til 1861.

## Ægteskab og børn
Den 31. oktober 1998 giftede prins Carlo sig med Camilla Crociani, datter af den italienske milliardær Camillo Crociani og hans anden kone, den italienske skuespillerinde Edy Vessel.
Sammen har Carlo og Camilla to børn:
- Prinsesse Maria Carolina, hertuginde af Calabrien, hertuginde af Palermo (født 2003)[1]
- Prinsesse Maria Chiara, hertuginde af Noto, hertuginde af Capri (født 2005)[2]